# Gasdruckthermometer
Ein Gasdruckthermometer oder Gasdruck-Federthermometer oder auch Gas-Federthermometer ist die industrielle Umsetzung des Gasthermometers als mechanisches Zeigerthermometer. Das gasgefüllte, geschlossene Messsystem eines Gasdruckthermometer hat ein konstantes Volumen und die temperaturbedingte Druckänderung des Füllgases wird über ein manometrisches Messverfahren angezeigt.

## Aufbau
Der messaktive Teil des Gasdruckthermometers besteht aus einem zylindrischen Thermometergefäß. Das Gas gelangt über eine Kapillarleitung mit möglichst geringem Innendurchmesser in eine schneckenförmige Rohrfeder und wird wie beim Rohrfedermanometer angezeigt. Die Rohrfeder hat im Gegensatz zur Kapillarleitung ein nicht zu vernachlässigendes Volumen. Damit sich eine eventuell hohe Temperatur im Gehäuse nicht auf die Messung auswirkt, ist die Rohrfeder im Gegensatz zu dem entsprechenden Manometer mit einer Bimetall-Kompensationsfeder ausgestattet. Die Kapillarleitung kann je nach Anwendungsfall auf bis zu 25 m verlängert werden, so dass die Anzeige räumlich getrennt vom Messort, zum Beispiel in Schalttafeln, untergebracht werden kann. Als Füllgase werden Inertgase, meist Stickstoff aber auch Helium oder Argon, verwendet. Das Füllgas steht je nach Messbereich unter einem mehr oder weniger hohen Vordruck. Durch die toxikologische Unbedenklichkeit der Füllgase, hat das Gasdruckthermometer die flüssigkeitsgefüllten Quecksilber-Zeigerthermometer vom Markt verdrängt.

## Messbereichs- und Fehlergrenzen
Die kleinste mit Gasdruckthermometern messbare Temperatur hängt vom verwendeten Gas ab und liegt knapp über dessen kritischen Punkt (Stickstoff bei −147 °C und Helium bei −268 °C). Die obere Messbereichsgrenze hängt von den verwendeten Materialien und Fügeverfahren ab. Bei geschweißten Messsystemen mit messaktiven Teilen aus Edelstahl liegt sie bei ca. 700 °C.
Die Fehlergrenzen für Gasdruckthermometer sind DIN EN 13190 für Zeigerthermometer normiert und werden dort in die Genauigkeitsklassen 1 und 2 unterteilt. Je nach Genauigkeitsklasse und Messbereich liegen die Fehlergrenzen zwischen 1 und 3 % vom Messbereichsumfang.